# Буджі
Буджі (фр. Buggiu корс. Buggiu) — річка Корсики (Франція). Довжина 10,1 км, витік знаходиться на висоті 567 метрів над рівнем моря на схилах пагорба-гори Кіма ді Педі Пілато (Cima di Pedi Pilato) (597 м). Впадає в Середземне море.
Протікає через комуни: Санто-П'єтро-ді-Тенда, Сент-Флоран і тече територією департаменту Верхня Корсика та кантонами: Аут-Неббйо (Haut-Nebbio), Конка-д'Оро (Конца-Орно).